# 20888 Siyueguo
20888 Siyueguo è un asteroide della fascia principale. Scoperto nel 2000, presenta un'orbita caratterizzata da un semiasse maggiore pari a 2,6785089 UA e da un'eccentricità di 0,0944828, inclinata di 1,50056° rispetto all'eclittica.